# Ставрос (дем Гревена)
Вижте пояснителната страница за други значения на Ставрос.
Ставрос или Палеохори (на гръцки: Σταυρός; до 1957 година: Παλαιοχώριον, Палеохорион) е село в Република Гърция, дем Гревена, област Западна Македония.

## География
Селото е разположено на 378 m надморска височина, на 15 km югозападно от град Гревена, в подножието на западните разклонения на планината Пинд.

## История

### В Османската империя
В края на ХІХ век Палеохори е гръцко християнско село в Гребенската каза на Османската империя. Според статистиката на Васил Кънчов („Македония. Етнография и статистика“) в 1900 година в Палеохори живеят 76 гърци християни и 100 гърци мюсюлмани.
На Етнографската карта на Битолския вилает на Картографския институт в София от 1901 година Палеохор е чисто помашко (гръцко мохамеданско) село в Гревенската каза на Серфидженския санджак с 12 къщи.
Според статистика на Серфидженския санджак на гръцкото консулство в Еласона от 1904 година в Палеохори (Παλαιοχώρι), Гревенска каза, живеят 92 гърци елинофони християни.

### В Гърция
През Балканската война в 1912 година в селото влизат гръцки части и след Междусъюзническата в 1913 година Палеохори влиза в състава на Кралство Гърция.
През 1957 година името на селото е сменено на Ставрос.
На около 500 метра западно от селото се намира църквата „Успение на Пресвета Богородица“, издигната през 1890 година.
Населението произвежда жито, картофи и други земеделски култури, като частично се занимава и със скотовъдство.
| Година    | 1913 | 1920 | 1928 | 1940 | 1951 | 1961 | 1971 | 1981 | 1991 | 2001 | 2011 | 2021 |
| --------- | ---- | ---- | ---- | ---- | ---- | ---- | ---- | ---- | ---- | ---- | ---- | ---- |
| Население | 104  | 130  | 138  | 172  | 116  | 140  | 114  | 104  | 70   | 77   | 52   | 34   |